# کریستین نلسن
کریستین نلسن (انگلیسی: Kristin Nelson؛ زادهٔ ۲۵ ژوئن ۱۹۴۵ - درگذشته ۲۷ آوریل ۲۰۱۸) یک هنرپیشه اهل ایالات متحده آمریکا بود.

## گزیده فیلمشناسی
از فیلم‌ها یا برنامه‌های تلویزیونی که وی در آن نقش داشته‌است می‌توان به آثار زیر اشاره کرد.
- عشق و بوسه‌ها